# David Hunt (calciatore)
David Hunt (Leicester, 17 aprile 1959) è un ex calciatore inglese, di ruolo centrocampista.

## Carriera
Esordisce tra i professionisti all'età di 18 anni nella stagione 1977-1978, nella quale gioca 5 partite nella prima divisione inglese con il Derby County; nell'estate del 1978 si trasferisce al Notts County, in seconda divisione. Qui, al termine della stagione 1980-1981, conquista una promozione in prima divisione, categoria in cui nella stagione 1981-1982 realizza poi 3 reti in 30 presenze, alle quali aggiunge 37 presenze ed una rete nella stagione 1981-1982 e 39 presenze e 2 reti nella stagione 1982-1983, al termine della quale le Magpies retrocedono in seconda divisione. Rimane nel club per ulteriori tre stagioni, due in seconda divisione ed una, la 1985-1986, in terza divisione, per poi dopo complessive 336 presenze e 28 reti in incontri di campionato passare all'Aston Villa, con cui nella stagione 1987-1988 gioca 12 partite in seconda divisione, conquistando una promozione in prima divisione, categoria nella quale nel corso della stagione 1988-1989 gioca poi un'ulteriore partita, la sua numero 112 in carriera in questa categoria. Trascorre poi una stagione in terza divisione al Mansfield Town (22 presenze) ed una stagione ai semiprofessionisti del Burton Albion.
In carriera ha totalizzato complessivamente 376 presenze e 28 reti nei campionati della Football League.